# Adetus abruptus
Adetus abruptus là một loài bọ cánh cứng trong họ Cerambycidae.